# Tratado Anglo-Iraquiano
O Tratado Anglo-Iraquiano de 1922 foi um acordo assinado entre os governos do Reino Unido e do Iraque. O tratado foi planejado para permitir aos habitantes locais uma participação limitada na divisão do poder, dando aos britânicos o controle da política militar e exterior. Tinha a intenção de concluir um acordo feito na Conferência do Cairo para estabelecer um governo haxemita no Iraque.

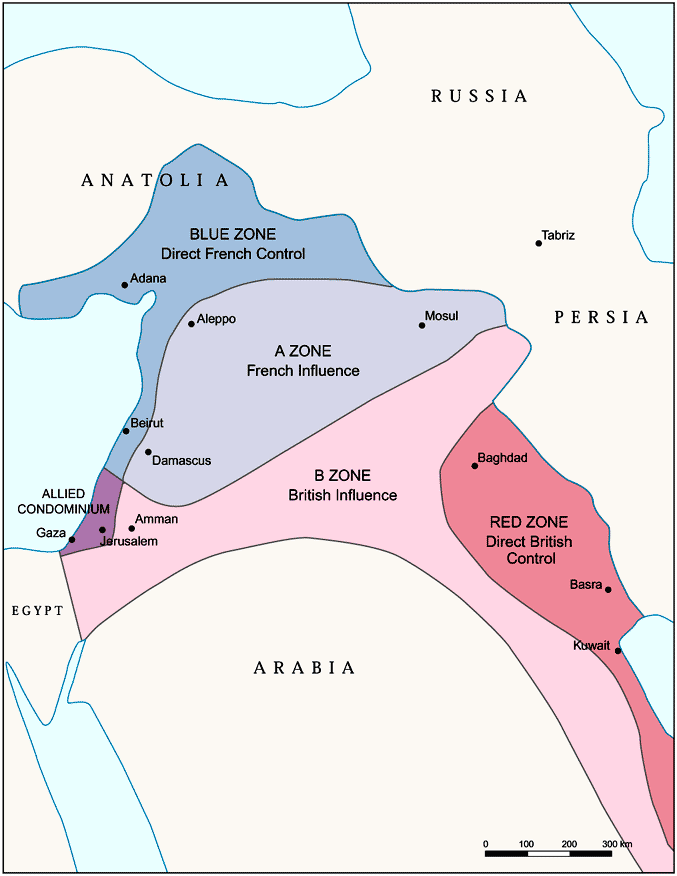
Interesses franceses no Oriente Médio em azul, britânicos em vermelho, sobrepondo o atual território de Israel

Ao final da Primeira Guerra Mundial, as possessões do Império Otomano foram divididas entre França e Reino Unido, com o restante tornando-se a Turquia. As ex-províncias otomanas de Bagdá, Mossul e Baçorá tornaram-se um mandato Classe A da Sociedade das Nações, sob direto governo britânico, conhecido como Mandato Britânico da Mesopotâmia. Em 23 de Agosto de 1921, Faiçal ibn Hasayn foi coroado Faiçal I, rei do Iraque. O novo reino continuou a operar como um Mandato da Sociedade das Nações. A idéia de ser um "mandato" foi vista com ceticismo entre muitos iraquianos como uma tentativa velada de colonização.
Paralelamente, o Iraque estava passando por um período de turbulência política. Nacionalistas que acreditavam que a expulsão dos otomanos levaria a uma maior independência ficaram decepcionados com o sistema de governo formado pelo Mandato britânico. Longe de os Iraquianos ganharem um novo senso de identidade nacional através do auto-governo, os britânicos importaram funcionários civís da Índia, que já tinham conhecimento e experiência em como uma colônia deveria ser governada.
O Tratado Anglo-Iraquiano de 1922 serviu para regular levantes populares iraquianos, dando à Grã-Bretanha o controle da economia, da política e do exército do Iraque.

## O acordo de Sykes-Picot
Durante a Primeira Guerra Mundial, um acordo foi feito entre os ministros do exterior do Reino Unido e da França em benefício de seus respectivos governos, seguindo a visão pós-guerra de divisão do Império Otomano, na qual as províncias árabes do Império (sul e oeste da Anatólia) seriam divididas em esferas de influência dos franceses e dos britânicos.

França e Grã-Bretanha estão preparadas para reconhecer e proteger um estado árabe independente ou uma confederação de estados árabes (a) e (b) marcados no mapa anexado, sob a soberania de um chefe árabe.  Que na área (a) - França, e na área (b) - Grã-Bretanha, a prioridade ao direito empresarial e de empréstimos deve ser desses dois países. Que na área (a) - França, e na área (b) Grã-Bretanha, devem apenas ser fornecidos consultores ou funcionários estrangeiros a pedido do Estado árabe ou confederação de estados árabes.

## Insurreição
O Tratado Anglo-Iraquiano foi assinado principalmente devido aos esforços revolucionários dos cidadãos do Iraque, uma coligação de ambos os árabes, xiitas e sunitas. Os maiores centros de insurreição durante a Grande Revolução Iraquiana de 1920 incluíram Moçul, Bagdá, Najafe e Carbala. O esforço de rebelião em Carbala foi inflamado por uma fatwa emitida pelo grande mujtahid Imame Xirazi. A fatwa fazia uma observação que era anti-islâmico ser governado pelos britânicos, que não praticavam o islamismo. A fatwa ordenou um Jihad contra a ocupação britânica.
Os curdos do norte do Iraque também travaram guerra com os britânicos nos anos de assinatura e ratificação do tratado. Os curdos procuraram forçar o Iraque a ceder um lar para o seu povo. Os esforços revolucionários foram atenuados pelos britânicos em grande parte por ataques aéreos conduzidos pela Força Aérea Real, mas a ajuda dos curdos para derrotar a revolta foi de consequências significativas. Seria a primeira revolta realizada pelos curdos contra os britânicos na tentativa de criar um lar para o seu povo, e mais tarde contra o governo do Iraque.

## A Conferência do Cairo
A Conferência do Cairo de 1921 preparou o palco para uma maior autonomia iraquiana. Os britânico indicaram Faiçal ibn Hasayn para liderar o país como o primeiro Rei do Iraque. Faiçal foi visto como um compromisso entre os interesses britânicos no país e os nacionalistas revolucionários; ele podia traçar sua árvore genealógica até o profeta Maomé, além de ter participado na revolta árabe de 1916 contra os Otomanos. De qualquer forma, os britânicos ainda viam um Faiçal dependente o suficiente de seu suporte para poder mantê-lo sob pressão.

## A Assinatura
O tratado foi assinado em nome dos britânicos por Sir Percy Cox em 10 de outubro de 1922. Não foi ratificado pelo governo iraquiano até 1924, quando o Alto Comissário Britânico ameaçou impor sua autoridade para desfazer a constituição, elaborada pela assembleia constituinte do Iraque. Foi visto com desdém por muitos iraquianos, tanto xiitas quanto sunitas. De qualquer forma, foi o primeiro passo para um Iraque mais independente.

## Suspensão
O Tratado acabou sendo suspenso após a assinatura do Tratado Anglo-Iraquiano de 1930.